# Grandfontaine
Grandfontaine je obec ve švýcarském kantonu Jura. Žije zde 395 obyvatel.

## Geografie

Letecký pohled (1950)

Grandfontaine leží v nadmořské výšce 529 metrů, vzdušnou čarou 11 km jihozápadně od okresního města Porrentruy. Zemědělská obec leží v údolní kotlině v západní části oblasti Ajoie na hranici s Francií.
Centrální část území obce o rozloze 8,9 km² pokrývá širokou údolní kotlinu suchého údolí Grandfontaine. Na severu se území rozkládá na mírně zvlněné náhorní plošině Ajoie, která na západě (mimo Švýcarsko) strmě spadá do údolní soustavy Gland. Na jihu obec zasahuje až k zalesněným výšinám La Clef (644 m n. m.) a Le Perchet, jakož i k úzkému pásu přes suché údolí Réclère až k severnímu svahu Roche d’Or, kde se nachází nejvyšší bod Grandfontaine ve výšce 740 m n. m. Na jihu se obec rozprostírá v údolí Réclère. Oblast Grandfontaine je převážně krasová a nemá žádné povrchové vodní toky. V roce 1997 bylo 5 % území obce pokryto zastavěnou plochou, 30 % lesy a lesními porosty a 65 % zemědělskými plochami.
Grandfontaine zahrnuje několik samostatných zemědělských usedlostí. Obec je ze dvou stran obklopena francouzským územím. Sousedními obcemi Grandfontaine jsou Haute-Ajoie a Fahy v kantonu Jura a Abbévillers, Glay a Dannemarie ve Francii.

## Historie
Oblast Grandfontaine byla osídlena již v římské době, což potvrzují nálezy mincí. První zmínka o obci pochází z roku 1136 pod názvem Granfontana; název je odvozen od krasového pramene grande fontaine, který se v obci nachází. Grandfontaine patřilo k panství Roche-d’Or a koncem 15. století připadlo basilejskému knížecímu biskupství. Od 16. do 18. století vesnice podléhala panství Chevenez. Kvůli pomoci při vyhnání reformátora Guillauma Farela se ženám dostalo vzácné cti, že směly sedět na pravé straně chrámové lodi. Tři požáry obce (1756, 1765 a 1785) způsobily rozsáhlé škody. V letech 1793–1815 patřilo Grandfontaine k Francii a zpočátku bylo součástí départementu du Mont-Terrible, od roku 1800 bylo připojeno k départementu Haut-Rhin. a základě rozhodnutí Vídeňského kongresu se obec v roce 1815 stala součástí kantonu Bern a 1. ledna 1979 nově založeného kantonu Jura.

## Obyvatelstvo
| Rok            | 1850 | 1880 | 1900 | 1910 | 1930 | 1950 | 1960 | 1970 | 1980 | 1990 | 2000 |
| Počet obyvatel | 471  | 449  | 424  | 434  | 390  | 396  | 350  | 338  | 306  | 326  | 330  |

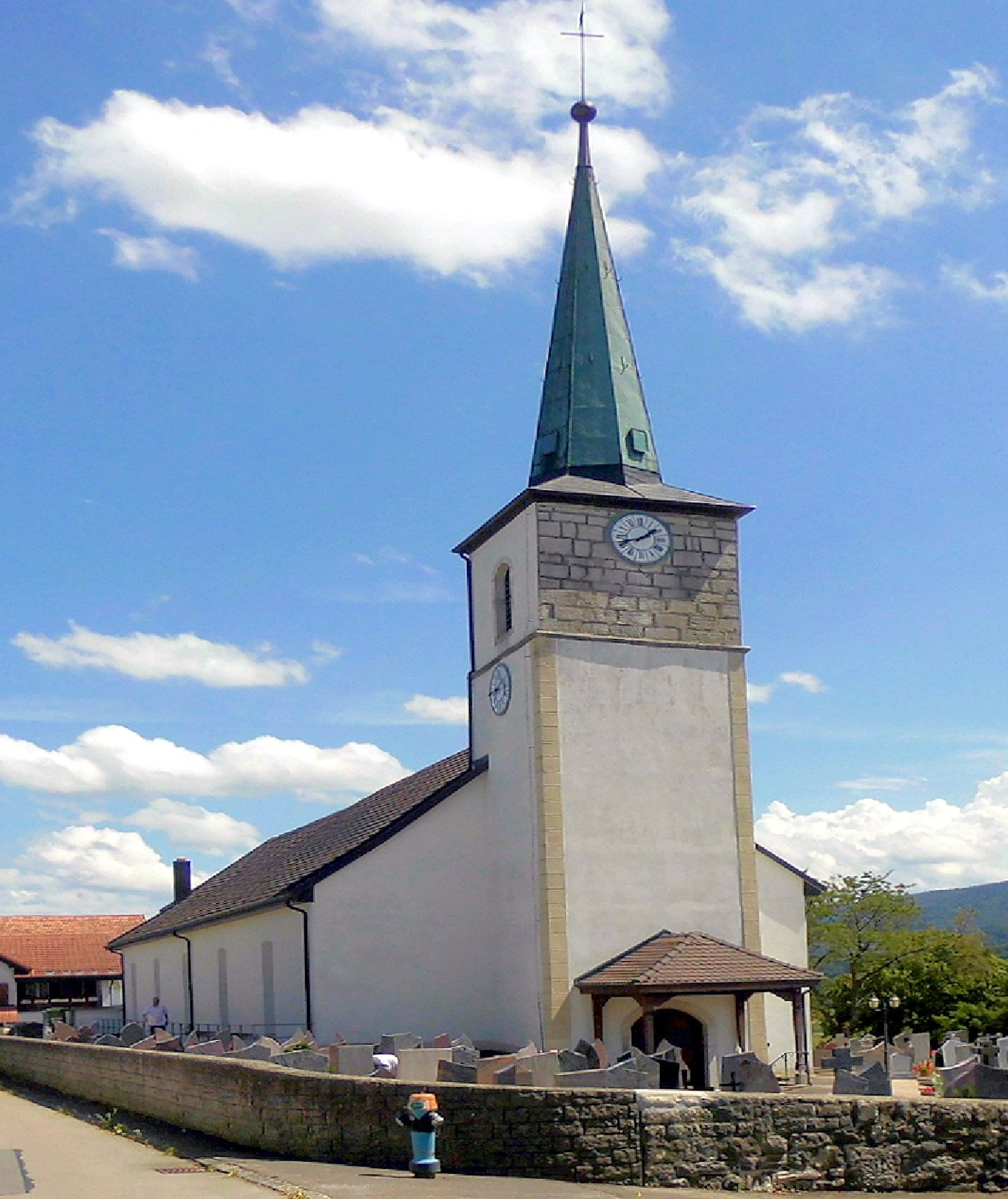
Kostel v obci

Z celkového počtu obyvatel je 91,2 % francouzsky mluvících a 8,5 % německy mluvících (stav v roce 2000). V průběhu 20. století se počet obyvatel snížil o 28 % až na 306 obyvatel v roce 1980. Od té doby je patrný mírný vzestupný trend.

## Hospodářství
Díky úrodné půdě v okolí je Grandfontaine stále převážně zemědělskou oblastí. Mimo zemědělství se v obci nacházejí malé místní podniky, pila a výroba hodinkových pouzder. Mnoho zaměstnanců však za prací dojíždí a pracuje v regionu Porrentruy.
Zkušební vrty společnosti Rheinsalinen v roce 2016 objevily poblíž Grandfontaine ložisko soli o mocnosti přibližně 80 metrů, které je však příliš hluboké pro komerční těžbu.

## Doprava
Obec leží stranou od kantonální silnice z Porrentruy přes hraniční přechod z Damvantu do Pont-de-Roide-Vermondans ve Francii. Obec je napojena na veřejnou dopravu linkou Postbusu z Porrentruy do Damvantu, která zajíždí do Grandfontaine.